# Opera Rara
Opera Rara è una casa di registrazione britannica non-profit fondata nei primi anni 1970 dallo statunitense Patric Schmid e dal britannico Don White per promuovere concerti di opere rare o dimenticate di compositori dell'epoca del belcanto di compositori italiani come Gaetano Donizetti, Giovanni Pacini, Saverio Mercadante e Federico Ricci, così come di compositori francesi come Giacomo Meyerbeer.
L'attività della compagnia venne poi espansa per includere la serie "Verdi Originals", costituita dalla produzione della BBC della versione originale di opere di Giuseppe Verdi in versione rivista. Un esempio di questo gruppo è il Macbeth.
Per molti anni Opera Rara è stata sponsorizzata dalla Fondazione Peter Moores. Nel 2011 Stephen Revell, il direttore di Opera Rara, annunciò che il direttore d'orchestra Mark Elder sarebbe stato il nuovo direttore artistico.

## Discografia
La prima opera "completa" prodotta dall'etichetta è stata Il crociato in Egitto di Meyerbeer realizzata sotto forma di concerto nel 1972 con il soprano Janet Price. Si trattò della prima ripresa dell'opera negli ultimi 100 anni, e fu talmente di grande interesse per i collezionisti che andò completamente esaurita e venne riprodotta da etichette "pirata". La Maria Padilla di Donizetti fu la seconda opera e venne eseguita sempre dalla Price.
Fra gli altri primi concerti figurarono Maria de Rudenz, Torquato Tasso e Rosmonda d'Inghilterra (Donizetti), L'Etoile du Nord (Meyerbeer) e due opere di Mercadante: Orazi e Curiazi e Virginia. Si trattava di prime rappresentazioni dopo moltissimi anni. I concerti, che conducevano alla pubblicazione delle registrazioni da parte della società, continuarono ad essere dati a Londra al Southbank Centre con orchestre come la London Symphony Orchestra e la Philharmonia Orchestra. Tra i direttori di queste opere  David Parry e Mark Elder.
Nel 1977, Opera Rara realizzò la prima registrazione di Ugo, Conte di Parigi di Donizetti, con Janet Price, Yvonne Kenny, Della Jones e Christian du Plessis.
Altri cantanti che hanno partecipato alle registrazioni di Opera Rara sono Renée Fleming, Jennifer Larmore, Nelly Miricioiu, Vesselina Kasarova, Chris Merritt, Marco Lazzara, Mark Stone, James Westman, Bruce Ford e Anthony Michaels-Moore.
Nel marzo 2014, Opera Rara ha celebrato la registrazione della 50ª opera con Rita di Donizetti. Diretta da Mark Elder, quella di Rita fu la prima registrazione in studio della versione della nuova edizione critica dell'opera.

## Prime registrazioni mondiali
Il maggior contributo del marchio di registrazioni di musica classica è il gran numero di "prime registrazioni mondiali" nel suo catalogo. Per compositore, includono: 
Donizetti
- Ugo, Conte di Parigi ORC1
- Gabriella di Vergy ORC3
- Ne m'oubliez pas ORC4
- Maria Padilla** ORC6
- Emilia di Liverpool ORC8
- L'assedio di Calais ORC9
- Rosmonda d'Inghilterra** ORC13[6]
- Zoraida di Granata ORC17
- La romanziera e l'uomo nero ORC19
- Francesca di Foix ORC28
- Belisario ORC 49
- Les Martyrs ORC52
- Le duc d'Albe ORC54
- L'ange de Nisida ORC58

Gounod
- La colombe ORC53

Leoncavallo
- Zazà ORC55

Mayr
- Ginevra di Scozia ORC23

Mercadante
- Emma d'Antiochia ORC26
- I Normanni a Parigi* ORR249
- Maria Stuarda* ORR241
- Orazi e Curiazi** ORC12
- Virginia**ORC39
- Zaira* ORR224

Meyerbeer
- Il crociato in Egitto ORC10
- Dinorah ORC5
- L'esule di Granata* ORR234
- Margherita d'Anjou ORC25
- L'étoile du nord UORC

Offenbach
- Christopher Columbus ORC2[7]
- Robinson Crusoe ORC7
- Vert-Vert ORC41
- Fantasio ORC51

Pacini
- Alessandro nell'Indie ORC35
- Carlo di Borgogna ORC21
- Maria, regina d'Inghilterra ORC15

Paer
- Sofonisba* ORR237

Ricci
- La prigione di Edimburgo* ORR228
- Corrado d'Altamura* ORR246

Rossini
- Ricciardo e Zoraide ORC14

Thomas
- La Cour de Célimène ORC37

Jean-Baptiste Wekerlin
- La Laitière de Trianon chamber opera

Le registrazioni indicate con (*) sono estratti.
Le registrazioni indicate con due asterischi (**) non sono tecnicamente prime registrazioni mondiali, in quanto erano state eseguite in precedenza da Opera Rara, e queste esecuzioni precedenti sono state pubblicate da etichette pirata. Tuttavia, esse sono incluse in questa lista dal momento che la prima registrazione mondiale è una esecuzione di Opera Rara.